# Montreux
Montreux is een stad in het kanton Vaud in Zwitserland op 390 m hoogte en maakt sinds 1 januari 2008 deel uit van het district Riviera-Pays-d'Enhaut. Voor 2008 maakte de gemeente deel uit van het toenmalige district Vevey. Het ligt aan het meer van Genève en heeft ca. 26.000 inwoners (2019).
Montreux is bekend om zijn ligging in de beschutting van een 2000 meter hoge bergtop, zijn milde klimaat, de tropische vegetatie aan de oeverpromenade en de beroemde festivals die hier gehouden worden:
- Het internationale televisiefestival de Gouden Roos ieder jaar in de lente sinds 1961 tot en met 2003.
- Het Montreux Jazz Festival jaarlijks in juli sinds 1967. Grote namen die op dit festival hebben opgetreden zijn onder anderen Nina Simone en Ella Fitzgerald.
- Sinds 1999 wordt ieder jaar een steeds meer bekende kerstmarkt georganiseerd. (24 november tot 24 december)
- Montreux is onmiskenbaar verbonden met Mountain Studio, een studio waar onder anderen The Rolling Stones, Deep Purple en Queen muziek hebben opgenomen. De studioruimte bevond zich toen in een casino. Daar is sinds 2013 het museum Queen: The Studio Experience gevestigd.
- De Russisch-Amerikaanse schrijver Vladimir Nabokov woonde van 1960 tot aan zijn dood in 1977 in een suite van het Montreux Palace Hotel. Hij ligt in Montreux begraven.

Op 4 december 1971 brandde het casino af tijdens een concert van Frank Zappa toen vanuit het publiek een verdwaalde vuurpijl het gebouw trof. Naar aanleiding hiervan produceerde Ian Gillan van Deep Purple de hitsong Smoke on the Water (1973).

In Montreux staat sinds 1996 een standbeeld van zanger Freddie Mercury. Ook is er een standbeeld van bluesgitarist B.B. King. 

## Openbaar vervoer
Montreux maakt, met het nabijgelegen Vevey, deel uit van een regionale trolleybuslijn die langs het oostelijk deel van het Meer van Genève loopt. Vanaf het treinstation van Montreux verzorgt de Transport Montreux-Vevey-Rivièra (MVR) het vervoer over een tandradbaan naar de bergtop Rochers-de-Naye (2042 m) met onderweg en op de top fraaie vergezichten op het Alpenmassief en het Meer van Genève. Aan de voet van deze bergtop is een hotel-restaurant alsmede de alpentuin 'Rambertia'.

## Geboren in Montreux
- Cootje Horst (1920-1992), Nederlands schilderes en tekenares
- Uri Rosenthal (1945), Nederlands politicus, politicoloog, bestuurskundige
- Patrick Juvet (1950-2021), zanger en liedjesschrijver
- Laurent Dufaux (1969), wielrenner
- Rafael Moralès (1969), striptekenaar
- Arnaud Grand (1990), wielrenner
- Melissa Bonny (1993), zangeres

## Overleden
- Paul Lob (1893-1965), ijshockeyspeler, olympisch deelnemer
- Charles Courant (1896-1982), worstelaar, olympisch gemedailleerde
- Anna van Montenegro (1874-1971), Montenegrijns prinses